# Eching am Ammersee
Eching am Ammersee település Németországban, azon belül Bajorországban. Lakosainak száma 1700 fő (2023. december 31.).

## Népesség
A település népessége az elmúlt években az alábbi módon változott:
| Lakosok száma | 265  | 761  | 1127 | 1293 | 1657 | 1660 | 1703 | 1712 | 1704 | 1700 |
|               | 1875 | 1950 | 1975 | 1987 | 2012 | 2014 | 2016 | 2017 | 2021 | 2023 |

## Fekvése
Az Ammersee északnyugati sarkában fekvő település.

## Leírása
Az Ammersee északi szélén fekvő Eching, szomszédos az "Ampermoos" természetvédelmi területtel és a "Weingarten" fás üdülőterülettel. A település első önkormányzata 1818-ban alakult.

## Galéria

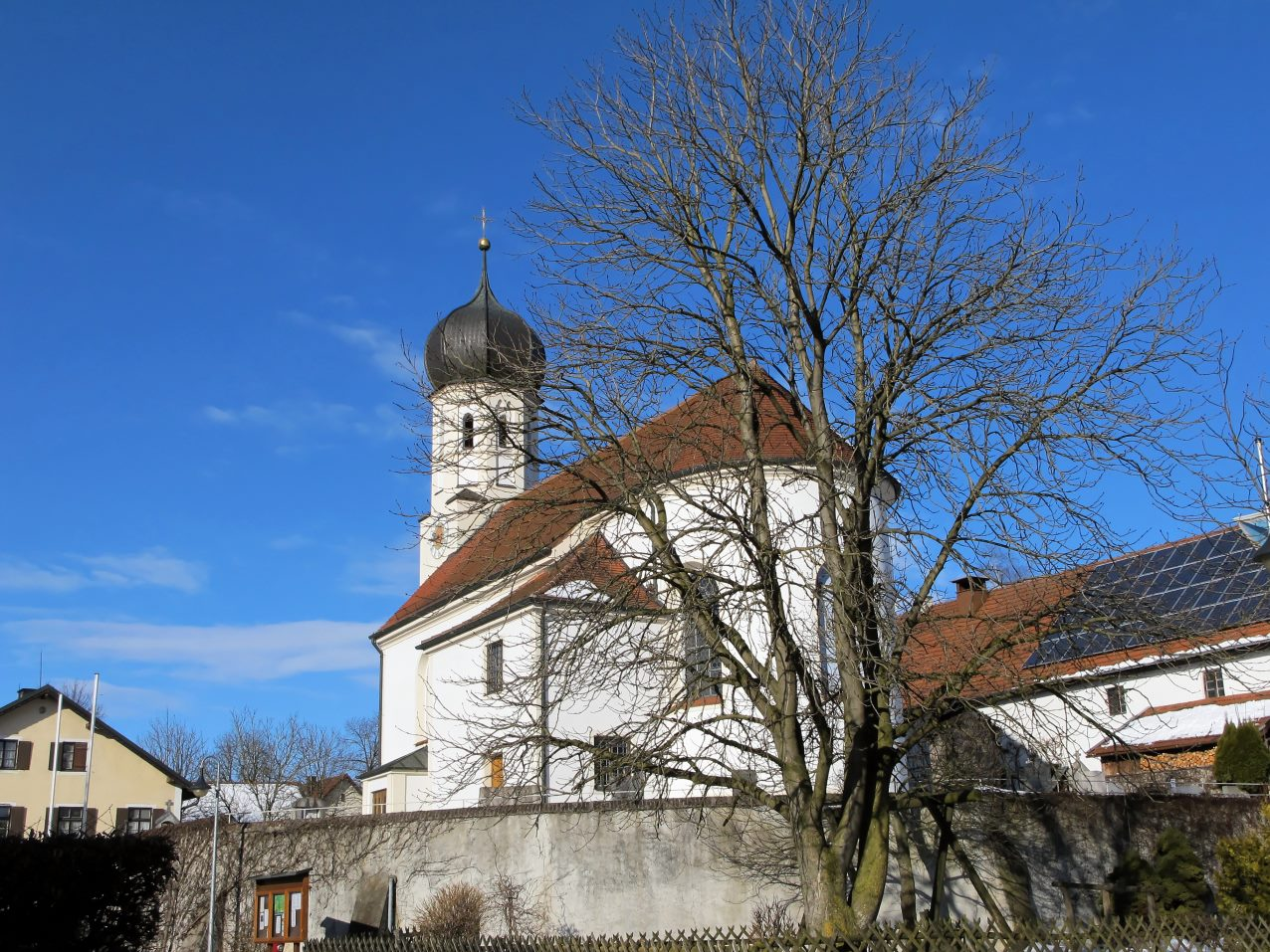
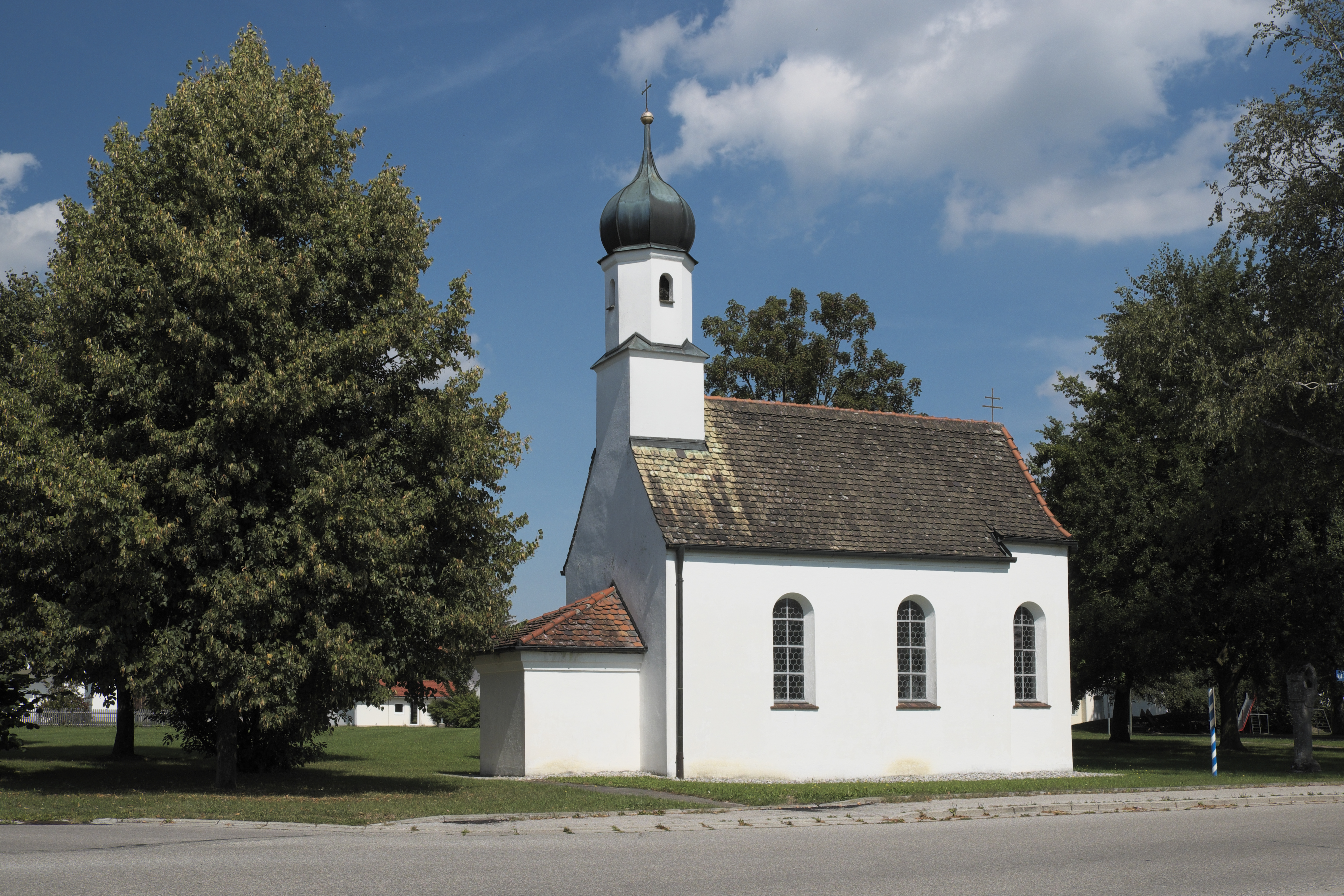
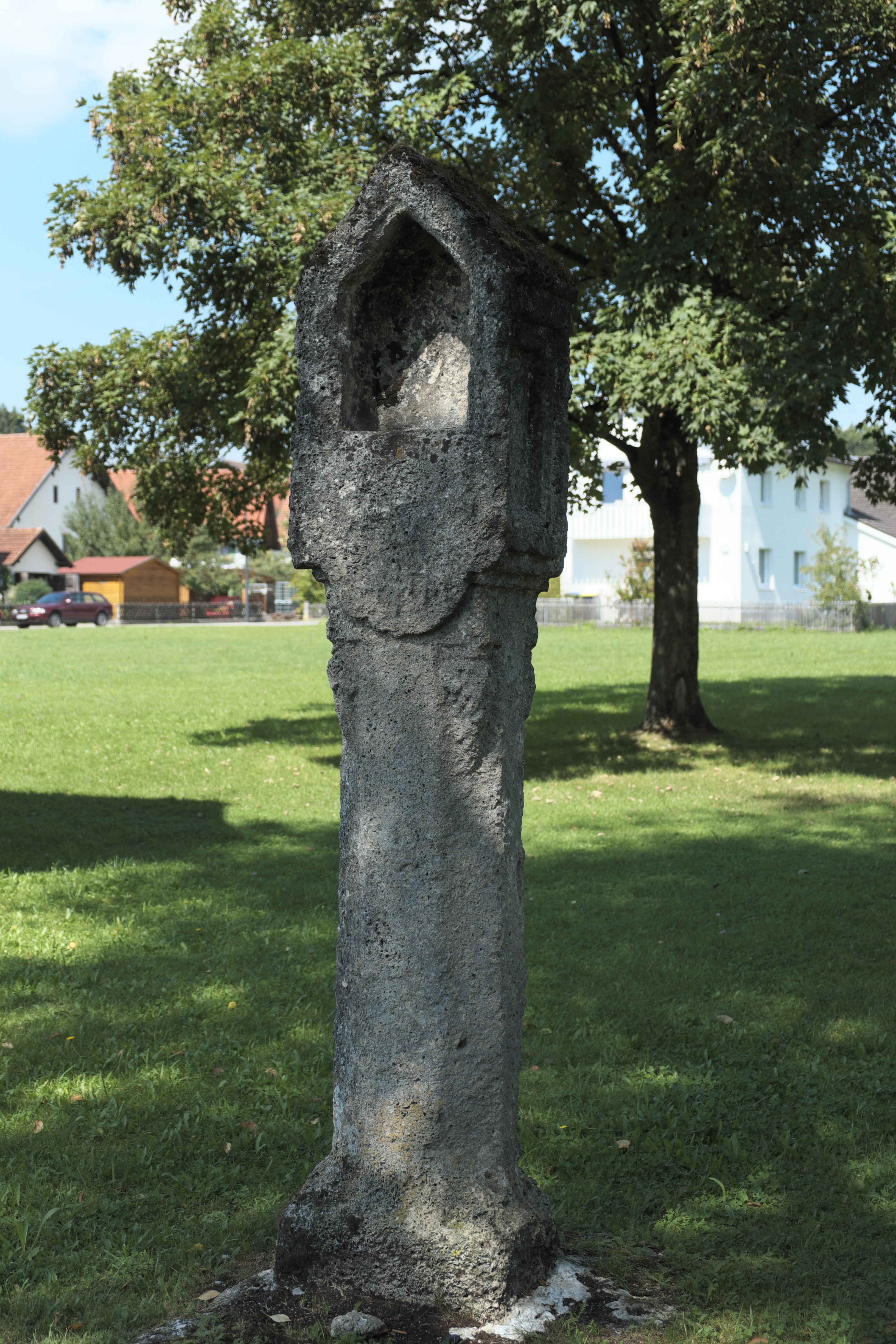
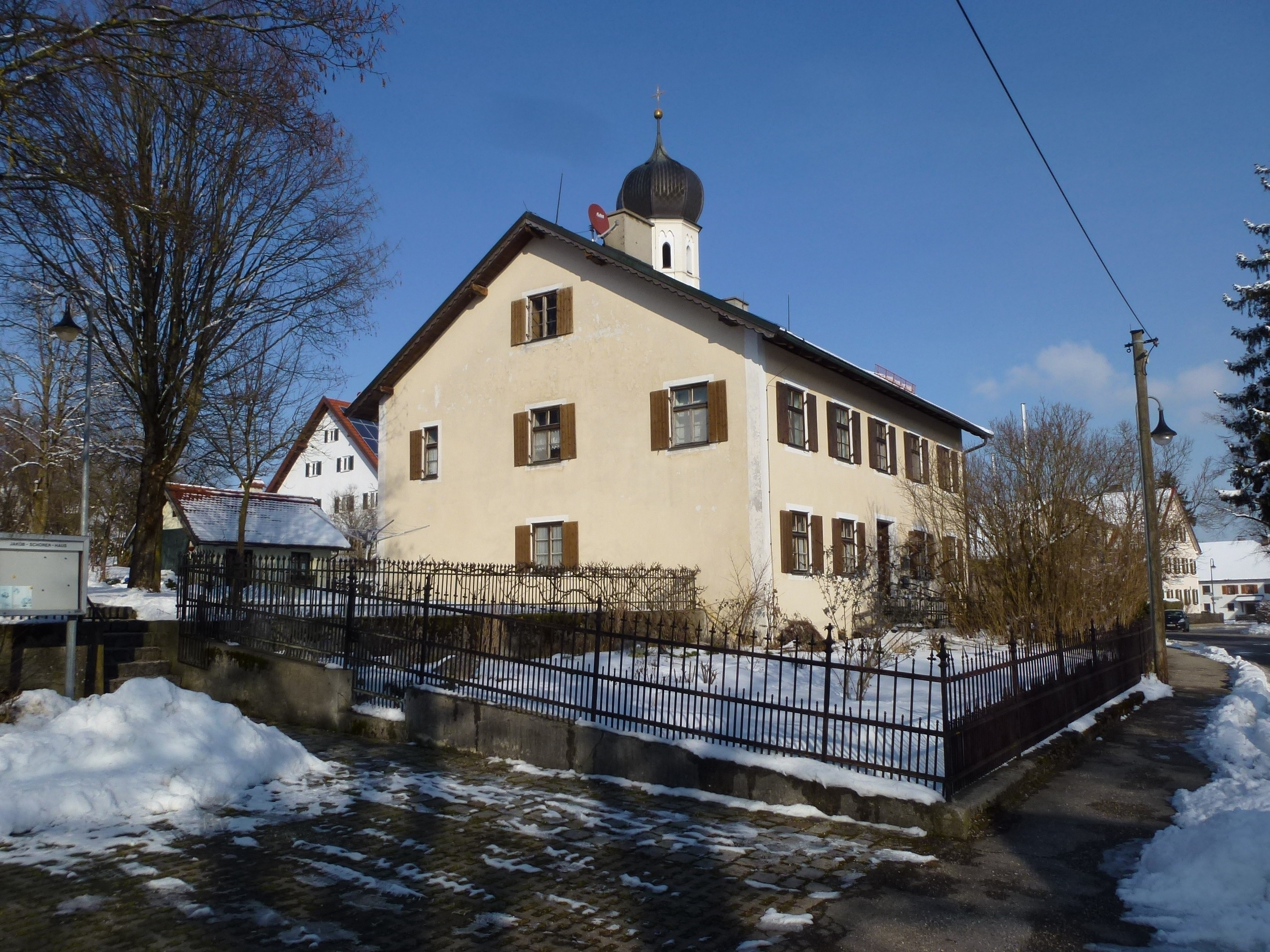